# 姚繼
姚繼，字德绍，福建福州府闽县人，明朝政治人物。姚铣侄孙。

## 生平
成化十九年，福建癸卯乡试中舉。成化二十年（1484年）甲辰科進士，官至潮州府推官。